# Jan z Asturii
Jan z Asturii, właściwie: Don Juan de Trastamare de Aragon y de Trastamare de Castilla (ur. 28 czerwca 1478 w Sewilli, zm. 4 października 1497 w Salamance) – książę Asturii i następca tronu Kastylii i Leónu.

## Życiorys
Był jedynym synem Katolickich królów: Izabeli I Kastylijskiej i Ferdynanda II Aragońskiego, który przeżył dzieciństwo. Oprócz niego jego rodzice doczekali się jeszcze czterech córek; Izabeli – księżnej Asturii i królowej Portugalii, Joanny zwanej Szaloną – królowej Hiszpanii, Marii – królowej Portugalii, i Katarzyny – królowej Anglii.
W wieku 18 lat, w kwietniu 1497 w katedrze w Burgos Jan poślubił Małgorzatę Austriaczkę (1480–1530), córkę cesarza Maksymiliana I Habsburga i Marii, księżnej Burgundii. Zmarł sześć miesięcy później w Salamance, w czasie podróży do Portugalii na ślub swojej starszej siostry Izabeli. Przyczyną śmierci była prawdopodobnie gruźlica. Jego żona była wtedy w ciąży, ale urodziła martwą córkę. Po bezdzietnej śmierci Jana tron Hiszpanii przypadł Habsburgom po tym jak jego młodsza siostra Joanna poślubiła Filipa Pięknego (starszego brata Małgorzaty Austriaczki).
W 1492 Krzysztof Kolumb nazwał odkrytą przez siebie wyspę Kubę – Isla Juana na cześć Jana, który wtedy jeszcze żył i był następcą tronu.